# Eusebia
Eusebia nebo také  eusebeia (řecky: εὐσέβεια z výrazu εὐσεβής "zbožný" – kde εὖ (eu) znamená "dobrý, dobře", a σέβας (sebas) znamená "úcta"ova seb- znamená ) je řecké slovo hojně užívané v řecké filosofii stejně jako v Novém Zákoně, kde má význam zvnitřněné zbožnosti nebo duchovní vyspělosti. Kořen slova seb- (σέβ) je spojen s hrozbou, únikem a posvátnou úctou zejména v konání, význam tedy původně vyjadřoval zdravý strach před božstvy.
První zaznamenané užití výrazu se připisuje Homérovi, tedy asi kolem roku 1000 př. n. l. Výrazu se používalo v klasickém Řecku, kde představoval "osobní zbožnost v mezilidských vztazích". Vyjadřoval také konkrétní a navenek prováděný akt vyznávání řeckého božstva (dary, oběti, veřejné modlitby), a v rozšířeném významu též uctívání bohů vzdáváním poct a respektováním aristokracie, pána, vládce a všeho ostatního pod ochranou bohů.
V řecké mytologii je koncept eusebeie antropomorfizovaný jako daimón zbožnosti, loajality, povinnosti a rodinného respektu. Podle jednoho zdroje je manželem této bytosti Nomos (Právo, Zákon) a jejich dcerou je Diké, bohyně spravedlnosti a spravedlivého soudu; v jiných textech je ale Diké dcerou boha Dia a/nebo bohyně Themis (Pořádek, Řád). Opakem Eusebeie byla Dyssebeia (Bezbožnost), její jméno v římské mytologii bylo Pietas (Pobožnost).
Indický císař Ašóka okolo roku 250 př. n. l. ve svých Ediktech užívá slova "eusebeia" jako řecký překlad pro ústřední buddhistický koncept "dharma".
Výraz "eusebeia" byl přejat také křesťanstvím k označení bázně před Bohem a jeho uctívání. V Novém Zákoně obvykle bývá překládán jako "zbožnost", či bohabojnost.
Biblista Spiros Zodhiates (1922–2009) napsal: "Tam, kde je eusébeia aplikována na křesťanský život, označuje způsob života přijatelný pro Ježíše Krista, osobní postoj věřícího vzhledem ke Kristu, který jej spasil. Je to jak názor, postoj, tak způsob života."[zdroj?]
A podle svatého Petra (2 Pet 1:3): "Božská síla nám poskytuje vše, co náleží k životu a zbožnosti (eusébeia), skrze pravdivé (plné, osobní, na vlastní zkušenosti) poznání Toho, Kdo nás vyzval Svou slávou a dokonalostí." 
V pravoslaví se pojem eusebie vyskytuje jako благочестие – blagočestije = blahočestí, vzdání úcty.